# Suez Consulting
Suez Consulting & Engineering, anciennement la Société anonyme française d'études de gestion et d'entreprises ou Safège est une entreprise française filiale de Suez, formée à l'origine par un consortium comprenant 25 entreprises, parmi lesquelles figurent notamment Michelin et Renault.
Jusqu'en mars 2015, la Safège est une filiale de Suez Environnement comme bureau d'ingénierie pour l'eau et l'environnement, mais pas seulement puisqu'il intervenait également dans la route et les finances publiques.
Le 12 mars 2015, la marque commerciale Safège est abandonnée au profit de la marque unique de son groupe de rattachement : Suez Environnement devenu Suez, en juillet 2015.

## Histoire
Créée en 1919 comme holding de participations dans des sociétés d'exploitation de l’eau, du gaz et de l’électricité, Safège est alors la société auxiliaire française d'électricité, gaz et eau.
En 1947, après la nationalisation de l'énergie, la Safège se constitue en société d’ingénieurs-conseils et devient la société anonyme française d'études, de gestion et d'entreprises puis la société anonyme française d'études et de gestion en 1965, avant de prendre sa dénomination définitive de SAFEGE.
Dès les années 1950, son expertise en hydrogéologie fait de SAFEGE un acteur dans le développement de l'alimentation en eau potable sous la conduite de Roman Karpoff. Outre les études en Afrique, SAFEGE sera à l'origine de la création du champ captant d'Aubergenville, qui produit toujours 30 millions de mètres cubes par an pour l'ouest parisien, et de la mise en valeur d'une nappe captive sous Riyad.

### Identité visuelle

Logotype de la Safège jusqu'en 2015.
Logotype de Suez Consulting depuis 2015.

## Monorail
Le sigle SAFEGE a obtenu une notoriété internationale par le système de monorail suspendu développé par la société. Une installation de test a fonctionné dans les années 1960 à Châteauneuf-sur-Loire.
Mitsubishi Heavy Industries avait construit deux systèmes de monorail SAFEGE qui sont en opération au Japon (Monorail de Chiba et Monorail Shōnan). D'ailleurs, un système basé sur les mêmes principes est celui de la H-Bahn, développé par Siemens.

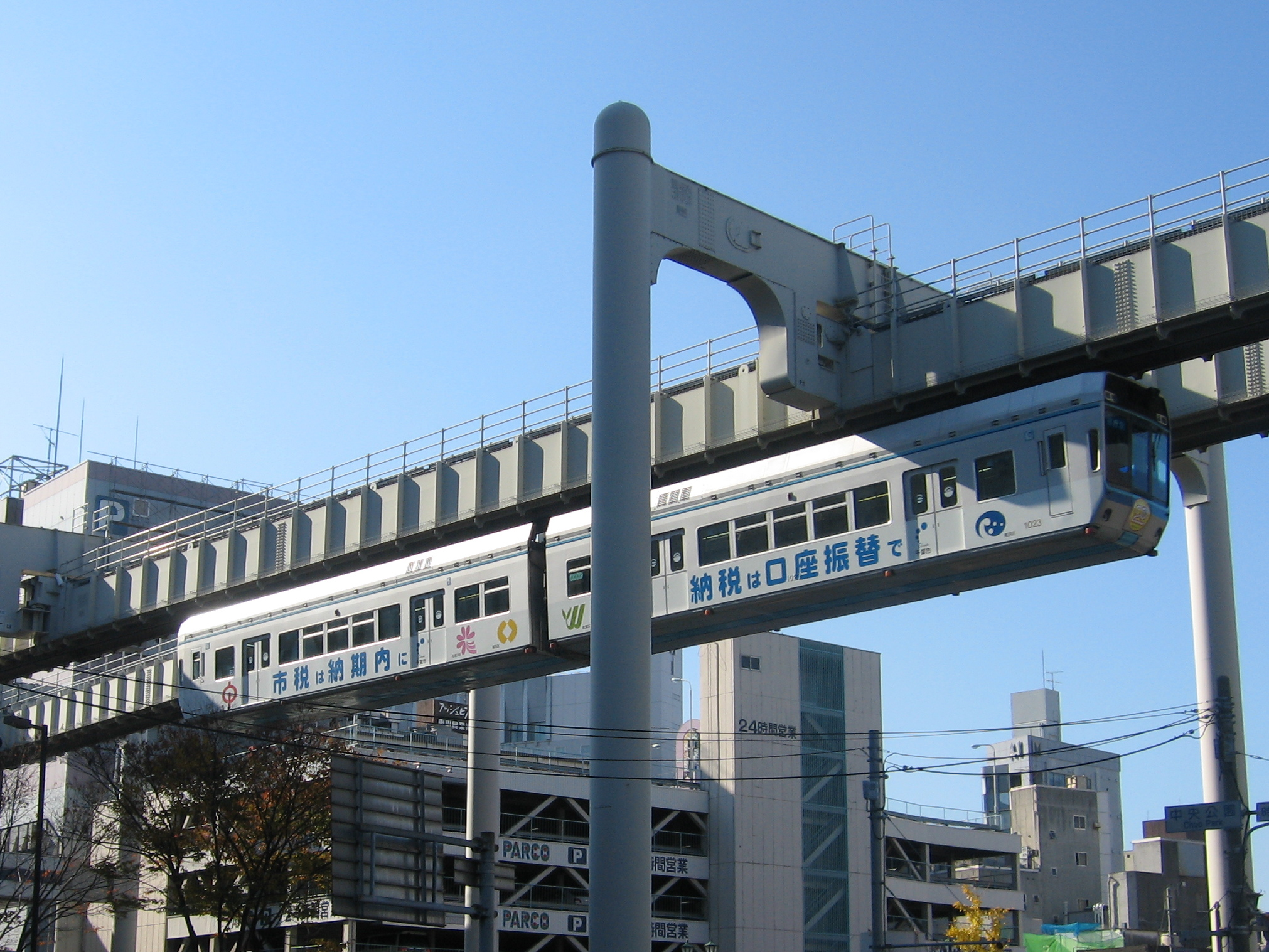
Monorail de Chiba
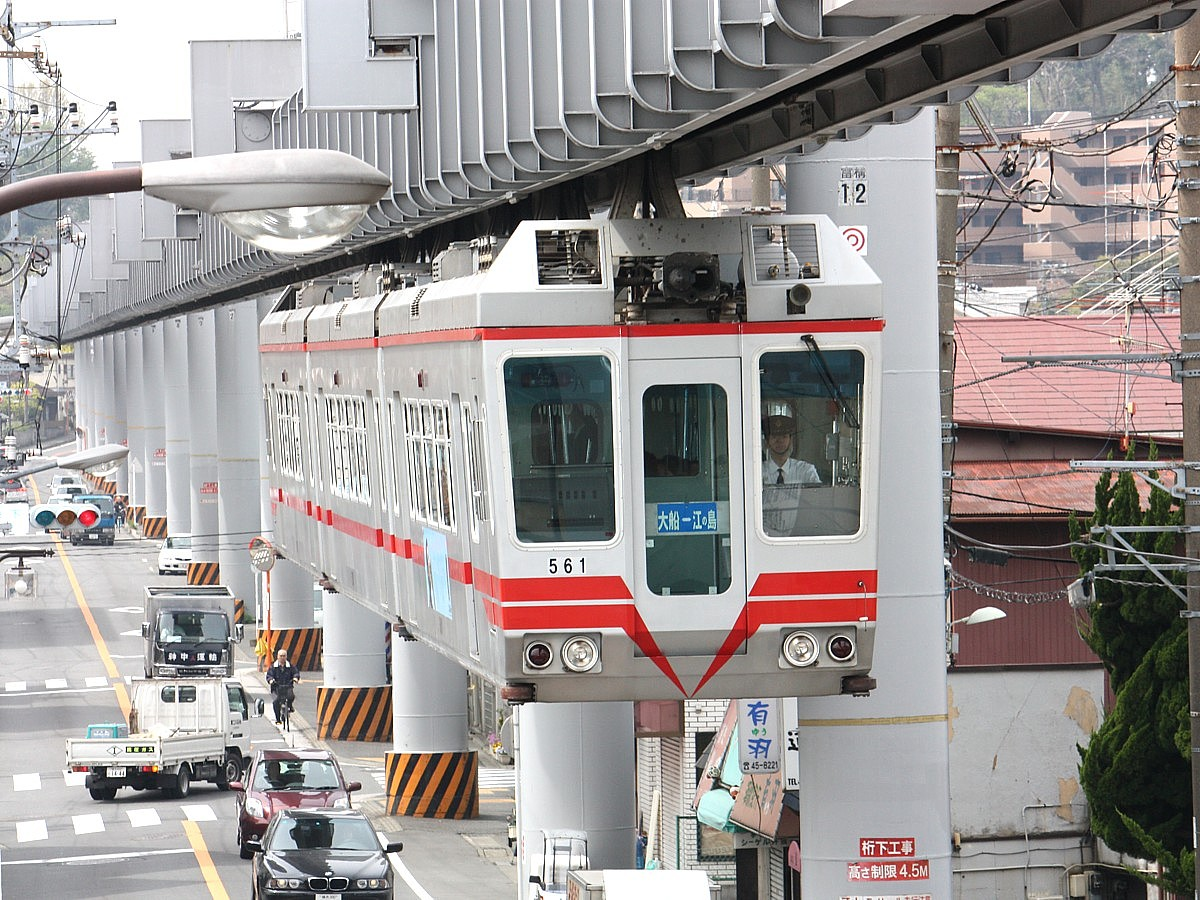
Monorail Shōnan